# Ливонски крсташки рат
Ливонски крсташки рат представља један од Северних крсташких ратова. Односи се на немачко и данско освајање средњовековне Ливоније, простора данашње Летоније и Естоније. Били су то последњи простори Европе чији становници нису били покрштени. На освојеним подручјима формирана је 2. фебруара 1207. године Тера Маријана, једна од држави Светог римског царства. Директно подложном Светој столици, папа Иноћентије III прогласио ју је 1215. године. 

## Рат против Ливонаца и Латгала
Хришћанство је у Летонију продрло у 9. веку са Швеђанима и 11. веку са Данцима. Свети Мајнхард је у Ливленд (назив на немачком језику за Ливонију) стигао 1184. године са циљем покрштавања паганских Ливонаца. Две године касније је постављен за бискупа. Ливонци, који су плаћали данак источнословенској Кнежевини Полоцк, а истовремено трпели нападе од јужних суседа Семигала, првобитно су сматрали Немце савезницима. Први истакнути Ливонац који је покрштен био је Каупо од Тураиде (1189). Године 1193. папа Целестин III позвао је на крсташки рат против пагана у северној Европи. Ова година се узима за почетак Северних крсташких ратова. Мајнхард није успео извршити своју мисију. Умро је 1196. године. Заменио га је Бертолд од Хановера који је 1198. године са великим бројем војника стигао у Ливленд. Међутим, убрзо је поражен и убијен. 
Након убиства Бертолда, папа Иноћентије III издаје златну булу којом је позвао на крсташки рат против Ливонаца. Алберт Буксгевден је 1199. године постављен за бискупа. Следеће године је са великом војском освојио Ригу и одредио је за седиште своје бискупије. Године 1202. формирао је Ливонско братство мача. Задатак овог реда био је да пружа помоћ мисионарима у преобраћању пагана и да штити немачке трговце. Године 1206. Каупо се побунио због све већег притиска Немаца. Поражен је код Тураиде, након чега је остао хришћански савезник све до своје погибије у бици код Светог Матеја 1217. године. 
Године 1209. Алберт је освојио главни град латгалске Кнежевине Јерсика. Држава краља Висвалдиса предата је Алберту као даровница за надбискупију у Риги. Део је краљ добио натраг као феуд.

## Рат против Естонаца
Године 1208. крсташи су отпочели рат и против Естонаца који су тада били подељени у осам већих и седам мањих жупанија. У борбама су им помагали покрштени Ливонци и Латгали. Естонска племена пружала су жесток отпор, а повремено су и сама нападала крсташке територије. Рат је трајао од 1208. до 1227. године. У рат се умешала и Новгородска кнежевина која је помагала различите стране. Примирје је накратко било успостављено (од 1213. до 1215). Вођа Естонаца био је Лембиту. Лембиту је 1217. године погинуо у бици код Светог Матеја. 
Хришћанска краљевства Данске и Шведске користила су рат против Естонаца да своје државе прошире на источне обале Балтика. Године 1218. Алберт је затражио помоћ од данског краља Валдемара, али се краљ уместо тога споразумео са Ливонским редом. Краљ је однео победу у бици код Линданиса у Ревелији (1219). Овој бици се приписује настанак данске заставе која је, наводно, пала са неба и осигурала данцима победу. Краљ Јован I Шведски покушао се проширити у покрајини Љаене, али је поражен од Осилаца у бици код Лихуле 1220. године. Тако је цела северна Естонија пала под данску контролу. Године 1224. Ливонски ред основао је своје седиште у Виљандију.

## Рат против Сарема
Године 1216. Ливонско братство мача и бискуп Теодорих удружили су снаге и напали острво Сарема преко залеђеног мора. Оселијанци су узвратили пљачкајући територије под немачком контролом у Летонији следећих година. Године 1220. шведска војска под вођством Јована I Шведског и бискупа Карла од Линкопинга заробила је Лихулу у Роталији у Западној Естонији. Оселијанци су напали шведску тврђаву касније исте године и побили целу посаду, укључујући и бискупа од Линкопинга. Године 1222. дански краљ Валдемар II покушао је освојити Сарем. Успостављао је камене тврђаве са снажном посадом. Упориште је било опкољено и предало се након пет дана. Данска посада се вратила у Ревел остављајуи Теодорија, Алберта од Риге и друге таоце. Пет година касније Ливонско братство мача, град Рига и бискуп од Риге организовали су комбиновани напад на Сарем. Оселијанци су службено прихватили хришћанство. Краткотрајан устанак на Сарему избио је 1236. године. Оселијанци су поново прихватили хришћанство 1241. године. Оселијанци дижу устанак и убијају Немце на острву 1261. године. Међутим, поново су поражени и присиљени на мир. Нови устанак избио је 1343. године. Угушен је две године касније.

## Рат против Куронаца и Семигалијанаца
Након пораза Естонаца, хришћани воде рат против Семигалијанаца (1219-1290) и Куронаца (1242-1267). Ливонско братство мача доживело је пораз у бици код Сауле 1236. и бици код Дурбе 1260. године. Међутим, Куронци су 1267. године савладани. Након још једног пораза у бици код Гарозе 1287. године, крсташи су покорили и Семигалијанце 1290. године. Неосвојени јужни делови њихових територија су припојени Великој кнежевини Литванији. 